# María Trinidad Enríquez
María Trinidad Enríquez (5 de junio de 1846 - 20 de abril de 1891) fue una abogada y activista peruana, fue la primera mujer que se matriculó en la Universidad del Cusco (actual Universidad Nacional de San Antonio Abad), en donde cursó Letras y Jurisprudencia, convirtiéndose en la primera mujer universitaria en Perú y Sudamérica, así como la primera jurista femenina del país.  Además, una pionera en la lucha por los derechos de las mujeres a la educación superior. 

## Biografía

### Primeros años
Hija de Marcelino Enríquez, un comerciante, y Cecilia Ladrón de Guevara y Castilla, una terrateniente de ascendencia inca y aristocracia regional, María Trinidad Enríquez nació el 5 de junio de 1856 en la ciudad de Cusco, Perú. Provenía de una familia acomodada que poseía propiedades como las haciendas Yanahuara y Media Luna en el valle de Urubamba. Desde pequeña, demostró ser muy inteligente, destacando en deportes como el ajedrez y en el arte.
A la edad de siete años ingresó al Colegio Nacional de Educandas del Cusco, donde fue alumna ejemplar y, posteriormente, se convertiría en maestra de geografía. En este rol, influyó en futuras figuras como Clorinda Matto de Turner, de quien fue maestra durante la etapa escolar, promoviendo la emancipación femenina y la solidaridad social.

### Formación académica
Gracias a su acomodada posición económica, recibió educación privada en diferentes ámbitos (lo que no era común para aquella época) como letras, ciencias e idiomas, y tuvo acceso a una amplia biblioteca familiar. El acceso a estas materias le permitió leer autores como Rousseau, Montesquieu y Flora Tristán, quienes, a través de sus escritos y pensamientos, le permitieron sensibilizarse en temas de desigualdad social y los derechos de las mujeres, indígenas y obreros. Asimismo, al visitar las haciendas familiares, pudo conocer de cerca las condiciones de explotación y pobreza que afrontaban los indígenas, lo que marcó profundamente su sentido de justicia y su activismo posterior.

## Formación
Su formación escolar, junto con su precocidad y brillo intelectual, fue destacada. En el Colegio de Educandas, con la dirección de Antonina Pérez, a los once años daba geografía como profesora, lo que todos los comentarios posteriores sostienen y recuerdan.
Trinidad ingresa a la Universidad de San Antonio Abad en 1875, gracias a una resolución suprema que se emitió al efecto en octubre de ese año. Sus exámenes fueron comentadísimos. No podría haber remembranza de su vida sin comentario de los diarios desafíos que tuvo que pasar para revalidar sus estudios escolares. El lucimiento de la candidata, su diario cambio de atuendo, su elegancia, su elocuencia y presencia de ánimo, son hasta hoy recordadas como en una burbuja emocionante.
En 1878 Trinidad se graduó de Bachiller. Fue entonces cuando desde Lima las damas de sociedad le mandaron una medalla y felicitación. Se convertiría así en la primera jurista del Perú. El diputado cusqueño Francisco Gonzales presentó al Congreso de la República, durante su gestión, una petición para que este órgano la declare apta para graduarse como abogada, para hacer los dos años de práctica en un estudio forense y recibirse en alguna Corte Superior. Gonzales alegó que este pedido no tenía que ver sólo con el Cusco sino con toda la República. Gonzales fue apoyado por el diputado por Huánuco José Manuel Pinzás quienes propusieron ante la cámara de diputados que se establezca que las mujeres consigan, con los requisitos de ley, los mismos grados universitarios que los hombres. Esta propuesta fue apoyada por el ministro de Instrucción, Justicia y Culto Mariano Felipe Paz Soldán. Este proceso fue interrumpido por la Guerra del Pacífico y recién luego de esta, el Congreso resolvió autorizar, en calidad de "gracia", que Enríquez pueda optar el grado de bachiller en Derecho.
María Trinidad Enríquez fundó la Sociedad de Artesanos del Cuzco en 1876, y editó La voz del Cuzco (1891), una publicación "radical" que circuló entre los artesanos de la localidad.
De las referencias que se pueden obtener, se deducen algunos hitos muy sólidos de su vida: primera universitaria del Perú y tal vez de América, maestra precoz del género femenino, propulsora de nuevas ideas y preocupaciones sociales, al fin y sobre todo: inteligente y contrita precursora de la lucha por los derechos de la mujer.

## Carrera universitaria

### Ingreso a la Universidad Nacional de San Antonio Abad
En 1875, logró ser admitida en la Universidad Nacional de San Antonio Abad del Cusco, donde estudió la carrera de Derecho. Su ingreso fue un hecho sin precedentes, ya que las universidades en el Perú eran un espacio exclusivamente masculino en ese tiempo. Como prueba de admisión, María Trinidad durante  más  de  una  semana,  en  abril  de  1875, fue  sometida a rigurosos interrogatorios en los cuales tuvo que demostrar los conocimientos necesarios en las áreas de Ciencias y Letras para ser admitida en la universidad, finalmente, solo una vez superados estos, pudo empezar sus estudios en la facultad de Jurisprudencia.
En el Perú del siglo XIX, las mujeres enfrentaban grandes limitaciones para acceder a la educación superior, derivadas de una sociedad patriarcal que restringía su participación en espacios educativos y profesionales. María Trinidad Enríquez desafió estas normas al intentar ingresar a la Universidad Nacional de San Antonio Abad del Cusco. Debido a las restricciones de género, Enríquez tuvo que solicitar una autorización especial al Congreso de la República, lo cual fue aprobado en 1874. Este permiso le permitió matricularse en la UNSAAC, convirtiéndose en la primera mujer admitida en una universidad peruana, un hito histórico que abrió puertas para futuras generaciones de mujeres.

### Estudios de Derecho
Así, María Trinidad Enríquez optó por estudiar Derecho, también conocido como Jurisprudencia en aquella época. Su elección fue particularmente revolucionaria, ya que las ciencias jurídicas y políticas eran consideradas terrenos exclusivos de los hombres. Se destacó como una estudiante excepcional, cursando estudios de manera sobresaliente, caracterizada por su disciplina y compromiso con el aprendizaje. Desde su ingreso a la Universidad Nacional de San Antonio Abad del Cusco en 1874 demostró una notable capacidad académica.
El 23 de junio de 1875, el diario El Comercio la menciona en sus párrafos y dice: “Esta señorita cuzqueña, venciendo no pocas dificultades y resistencias ha rendido muy lúcidos exámenes en la Universidad del Cuzco para continuar sus estudios académicos”. Ello evidencia lo novedoso que era para la sociedad de la época, que una mujer se encuentre cursando estudios superiores.
Su pasión por el Derecho y su habilidad para el análisis jurídico la convirtieron en una de las mejores alumnas de su promoción, lo que evidenció su potencial en una época en la que las mujeres eran sistemáticamente excluidas de los espacios educativos superiores. Además de su brillante desempeño, Enríquez mostró un profundo interés en temas de justicia social y equidad, lo que fortaleció su convicción de que la educación era una herramienta fundamental para transformar la sociedad y garantizar los derechos de las mujeres.

## Labor periodística
En 1876 participó como redactora en la sección “Mosaico” en El Recreo, el primer semanario de literatura, artes y ciencia en Cuzco dirigido por una mujer: Clorinda Matto de Turner. En sus publicaciones abordó el tema de la educación, ya que para ella constituía la mejor arma para afrontar los problemas de la sociedad. Se pronunció en contra de la disposición de clausurar la Universidad San Antonio Abad del Cusco y solicitó que se atienda de manera urgente la escuela primaria. 

## Trayectoria profesional

### Primera mujer abogada
Como se ha mencionado, María  Trinidad  Enriquez fue la primera  mujer  en  cursar  estudios universitarios  en  el  Perú  y  Sudamérica,  y  la  primera  mujer  jurista  en  el  Perú,  quien  pese  a  concluir  sus estudios en 1878 sólo le dieron el grado de bachiller en Jurisprudencia, pero no el de abogada, porque la abogacía en la época solo la podían ejercer los hombres. Tras destacar por su desempeño académico y culminar sus estudios en 1878, Enriquez presentó su tesis sobre derecho civil. A pesar de su éxito académico, las normas legales de la época impedían que una mujer ejerciera formalmente como abogada. El Código Civil de 1852 y la Constitución Política de 1860 excluían a las mujeres del ejercicio de profesiones relacionadas con la administración de justicia, por considerar que estas funciones implicaban autoridad pública, reservada únicamente para los hombres
Su graduación no solo representó un logro personal, sino un acto de resistencia frente a las barreras patriarcales que limitaban el acceso de las mujeres a las profesiones liberales. La figura de María Trinidad Enríquez simbolizó una lucha por la igualdad de género en el ámbito educativo y profesional, inspirando a otras mujeres a seguir sus pasos en la búsqueda de derechos y oportunidades.

### Limitaciones al ejercicio profesional
Las restricciones legales y sociales impidieron que María Trinidad Enríquez pudiera ejercer como abogada, a pesar de haber concluido exitosamente sus estudios. La legislación vigente en ese entonces, que consideraba a las mujeres como legalmente incapaces de ejercer funciones que implicaran autoridad, fue el principal obstáculo que enfrentó. Sin embargo Piérola (Presidente del Perú en la época), le otorgó una autorización especial para graduarse como abogada, a lo que ella muy dignamente renunció porque entendía que eso era un derecho de todas las mujeres y no un favor especial para ella sola.
Enríquez luchó para revertir esta situación, promoviendo reformas legales que permitieran a las mujeres acceder al ejercicio de profesiones públicas. Sin embargo, su activismo no logró cambios inmediatos en la normativa. Y, la  tramitación  del  expediente fue tan largo que murió antes de que concluyese éste. A pesar de no haber podido ejercer formalmente, su legado quedó plasmado en la historia como pionera en la lucha por la equidad de género en el ámbito profesional y educativo en el Perú.

## Activismo y contribuciones
Lucha por los derechos de las mujeres
María Trinidad Enríquez dedicó gran parte de su vida a promover la igualdad de género y el acceso de las mujeres a la educación y al ámbito profesional. Como activista, trabajó incansablemente para visibilizar las barreras que enfrentaban las mujeres y abogó por su derecho a recibir educación superior, convencida de que el conocimiento era fundamental para lograr la emancipación femenina. Disputó con la educación conservadora desde su experiencia y fundó un colegio femenino en el cual brindó cursos como filosofía, lógica, matemáticas y derecho.
Además, se abrió paso en el sector periodístico, lideró por algunos números la sección «Mosaico» de la revista El Recreo, periódico literario que nació en la ciudad del Cusco en 1876 bajo la dirección de Clorinda Matto de Turner y Abraham Vizcarra, en la cual se enfocaba en criticar situaciones dentro de los contextos social, cultural y educativo, reflejando los pensamientos que ella compartía con los directores de la revista.
A través de discursos y publicaciones, Enríquez impulsó un movimiento que buscaba transformar la mentalidad patriarcal de su tiempo, defendiendo la idea de que las mujeres debían tener las mismas oportunidades que los hombres en todos los ámbitos de la vida pública y privada.
Propuestas de reforma legal
Consciente de que el cambio social debía ir acompañado de modificaciones en el marco legal, Enríquez impulsó diversas propuestas de reforma para garantizar el acceso de las mujeres a profesiones públicas y cargos de responsabilidad. Entre sus iniciativas destacaron las peticiones al Congreso para modificar leyes que excluían a las mujeres del ejercicio de funciones jurídicas y administrativas.
Aunque sus esfuerzos no lograron resultados inmediatos, su activismo sembró las bases para futuras reformas en pro de la equidad de género en el Perú. Enríquez entendía que sin cambios en la legislación, la igualdad de oportunidades seguiría siendo una aspiración lejana, por lo que su legado es reconocido como un hito en la lucha por los derechos de las mujeres en el país.

## Legado

#### Impacto en la educación
El legado de María Trinidad Enríquez es profundamente significativo en la historia de la educación en el Perú. Su lucha y éxito al ingresar a la Universidad Nacional de San Antonio Abad del Cusco abrieron las puertas para que más mujeres accedieran a la educación superior, desafiando las normas que tradicionalmente relegaban a las mujeres a roles domésticos. Su ejemplo inspiró a futuras generaciones de mujeres a perseguir estudios universitarios y profesionalizarse en diversas áreas, contribuyendo a la progresiva apertura de espacios académicos y profesionales a favor de la equidad de género. Incluso, en 1879, fundó una escuela para niñas donde por primera vez se enseñó matemáticas.

#### Reconocimiento histórico
A lo largo de los años, el impacto de Enríquez ha sido reconocido en diversos ámbitos. Instituciones educativas, calles y plazas han sido nombradas en su honor como tributo a su valentía y contribuciones a la sociedad. Además, se han organizado eventos y publicaciones que destacan su papel como pionera en la defensa de los derechos de las mujeres, reivindicando su figura como una de las primeras feministas del Perú.

## Muerte y reconocimientos póstumos
María Trinidad Enríquez ha sido reconocida en múltiples ocasiones por su contribución al avance de los derechos de las mujeres y su lucha por el acceso a la educación superior. Entre los homenajes más destacados, la Universidad Nacional de San Antonio Abad del Cusco creó una cátedra en su honor, resaltando su legado como pionera en la historia del derecho en el Perú. Además, diversas instituciones educativas y espacios públicos llevan su nombre, como colegios y calles, en reconocimiento a su valentía y compromiso con la igualdad de género.
En el 2019, su rostro fue incluido en el carnet universitario nacional debido a su incidencia en la educación peruana. Asimismo, su figura ha sido reivindicada en investigaciones académicas y biográficas que destacan su papel en la historia del feminismo y el derecho peruano.
El 11 de junio de 2021, el Gobierno, mediante la Resolución Ministerial 159-2021-MIMP, la incluyó dentro de la “Orden Emérito a las Mujeres del Bicentenario” por su contribución al desarrollo del país, así por su lucha incansable por la igualdad educativa, reconociendo el gran impacto del activismo de María Enríquez.
En Cusco, su ciudad natal, se le ha rendido tributo en actos conmemorativos que recuerdan su lucha por la justicia y la educación, destacándola como un símbolo de la resistencia contra la exclusión de las mujeres en el ámbito académico y profesional.